# Phoenix Wright: Ace Attorney
Phoenix Wright: Ace Attorney (逆転裁判, Gyakuten Saiban) és un videojoc d'aventures i misteri de novel·la visual desenvolupat i publicat per Capcom. Va ser llançat el 12 d'octubre de 2001 per a Game Boy Advance al Japó i des de llavors s'ha tornat a publicar a diverses plataformes. La versió de Nintendo DS, publicada el 2005 i titulada Gyakuten Saiban Yomigaeru Gyakuten (逆転裁判 蘇る逆転) al Japó, va ser la primera vegada que el joc es va localitzar i es va llançar a Amèrica i Europa. És la primera entrada de la sèrie Ace Attorney.
La història segueix en Phoenix "Nick" Wright, un advocat defensor novell que té com a objectiu que els seus clients siguin declarats "no culpables". Entre altres personatges hi ha la cap d'en Phoenix, Mia Fey; la seva ajudant i germana de la Mia, la Maya; i el fiscal, Miles Edgeworth. El jugador controla en Phoenix a través de dues seccions alternes: les investigacions i els judicis. Durant les investigacions reuneix informació i proves, mentre que durant els judicis interroga els testimonis i respon les preguntes del jutge i del fiscal. La història es divideix en cinc casos, el cinquè dels quals es va introduir a la versió de Nintendo DS per aprofitar la pantalla tàctil de la consola, no disponible a la versió original de Game Boy Advance.
Un equip de set va desenvolupar el joc al llarg de deu mesos. Escrit i dirigit per Shu Takumi, es va plantejar originalment com un joc de Game Boy Color sobre un investigador privat. El joc va ser dissenyat per ser senzill, Takumi volia que fos accessible perquè fins i tot la seva mare pogués jugar. Tot i que la versió original del joc té lloc al Japó, la localització està ambientada als Estats Units, cosa que es convertiria en un problema a l'hora de localitzar jocs posteriors, on el marc japonès era més evident.
En general, el joc ha estat rebut positivament per la crítica que n'ha elogiat la premissa, els diàlegs, els personatges i la presentació. El joc ha estat un èxit comercial tant al Japó com a nivell internacional. Les vendes de llançament a Amèrica van trencar les expectatives i, com a resultat, el joc era difícil de trobar a les botigues poc després del seu llançament. S'ha acreditat que ha ajudat a popularitzar les novel·les visuals al món occidental i ha estat citat com un dels millors jocs que s'han fet mai. Una sèrie de manga es va estrenar el 2006, una adaptació cinematogràfica del joc es va estrenar el 2012 i una adaptació d'anime es va emetre el 2016.

## Gameplay
Phoenix Wright: Ace Attorney és un joc d'estil de novel·la visual on el jugador fa el paper de Phoenix Wright, un advocat defensor, i intenta defensar els seus clients en cinc casos. Els casos es juguen en un ordre específic, però després d'acabar-los, el jugador els pot tornar a jugar en qualsevol ordre. Cada cas comença amb una escena, sovint un assassinat, i poc després, el jugador té l'encàrrec de defensar el principal sospitós del cas. El joc es divideix en dues seccions, les investigacions i els judicis.
Durant les investigacions, que solen tenir lloc abans o entre les sessions de judici, el jugador recopila informació i proves parlant amb personatges com el seu client, els testimonis i la policia. El jugador pot moure un cursor per examinar diversos elements de l'entorn. Mitjançant un menú, el jugador pot moure's a diferents llocs, examinar proves i presentar proves a altres personatges. En mostrar certes proves a alguns testimonis, el jugador pot obtenir informació nova.
En el cinquè cas del joc, creat per a la versió DS i utilitzat en tots els llançaments posteriors, el jugador té la possibilitat d'examinar les proves més de prop, girant-les per veure-les des de tots els costats i augmentar-les o allunyar-les mitjançant els controls de la pantalla tàctil. El cinquè cas també inclou proves forenses que el jugador pot utilitzar a les escenes del crim per trobar pistes. El jugador pot ruixar luminol tocant les zones que volen examinar a la pantalla tàctil, cosa que els permet veure taques de sang que d'altra manera no es veurien. També poden tocar la pantalla tàctil per aplicar pols de escates d'alumini per buscar empremtes dactilars. Després d'aplicar-lo, poden bufar al micròfon per revelar les impressions.
Un cop el jugador ha reunit prou proves, la secció d'investigació finalitza.
Durant els judicis, el jugador ha de demostrar la innocència dels seus clients. Per fer-ho, pot interrogar els testimonis i intentar descobrir-hi mentides i inconsistències. El joc permet al jugador passar entre les diferents declaracions del testimoni i també pot pressionar el testimoni per obtenir més detalls sobre una declaració en particular. Un cop troba una contradicció, pot presentar una prova que ho demostri. En determinats moments, el jugador també ha de respondre preguntes del jutge, del fiscal o dels mateixos testimonis, mitjançant una selecció de respostes d'opció múltiple, o presentant proves que avalen les seves afirmacions. A la pantalla es mostren diversos signes d'exclamació, si el jugador presenta una prova incorrecta, un d'ells desapareix (o més quan l'afirmació que fa és molt agosarada). Si tots desapareixen, el client és declarat culpable i el jugador ha de reiniciar. Quan el jugador resol un cas, en desbloqueja un de nou per jugar.

## Història

### Cas 1:The First Turnabout
En Phoenix Wright, un advocat defensor recentment contractat al despatx d'advocats Fey & Co., accepta representar el seu amic de la infància, en Larry Butz, que ha estat acusat de l'assassinat de la seva xicota, la Cindy Stone. Amb l'ajuda de la Mia Fey, la seva cap i mentor, en Phoenix demostra que en Frank Sahwit, testimoni estrella de la fiscalia, és en realitat l'autèntic assassí.

### Cas 2:Turnabout Sisters
La Mia és assassinada al seu despatx. La seva germana petita Maya és arrestada després que la policia trobés el seu nom en una nota escrita amb sang suposadament deixada per la Mia. En Phoenix pren el seu cas, enfrontant-se a en Miles Edgeworth, un fiscal expert que en Phoenix coneix des de la infància. En Phoenix aconsegueix identificar en Redd White, un xantatgista professional, com el veritable assassí, però ell acusa el mateix Phoenix de l'assassinat. Representant-se a si mateix, troba les mentides d'en White als tribunals i aconsegueix justícia per a la Mia. En agraïment, la Maya es converteix en l'assistent d'en Phoenix.

### Cas 3:Turnabout Samurai
Amb la seva reputació establerta, en Phoenix assumeix un altre cas, aquesta vegada defensant en Will Powers, l'actor principal del programa de televisió Steel Samurai, contra les acusacions que afirmen que va matar el seu company d'actuació, en Jack Hammer. Es revela que la Dee Vasquez, productora del programa, va cometre l'assassinat en defensa pròpia després que en Hammer intentés matar-la i incriminar en Powers per la seva mort.

### Cas 4:Turnabout Goodbyes
El Nadal, l'Edgeworth és arrestat per l'assassinat de l'advocat Robert Hammond. Inicialment rebutja l'ajuda d'en Phoenix per defensar-lo, però finalment hi cedeix. En Phoenix s'enfronta al mentor de l'Edgeworth, Manfred von Karma, que no ha perdut cap cas en els seus quaranta anys de carrera. Descobreix que l'antic agutzil Yanni Yogi va disparar a en Hammond mentre en von Karma li va proporcionar l'arma a en Yogi. Anys abans, el pare de l'Edgeworth, en Gregory, va arruïnar el registre impecable d'en von Karma quan va convèncer un jutge perquè el penalitzés per mala conducta. Incapaç de fer front a aquesta taca en el seu llegat, von Karma va assassinar en Gregory a sang freda, fent que en Miles cregués que ell mateix n'era el responsable. Alhora, en Hammond, el seu advocat, va acusar i convèncer en Yogi públicament de fingir bogeria, cosa que el va fer absolt de tots els càrrecs, fent que el cas no estigués resolt fins aquell mateix dia. Després que en von Karma pateix una avaria a la cort i confessa l'encobriment i l'assassinat d'en Gregory, l'Edgeworth és posat en llibertat. Després del judici, en Phoenix explica que l'Edgeworth el va motivar a convertir-se en advocat després que ell va defensar en Phoenix d'una acusació falsa de robatori quan eren nens. Tanmateix, l'Edgeworth va decidir convertir-se en l'alumne d'en von Karma després de l'assassinat del seu pare després de ser motivat pel seu odi als criminals. Després del cas, es va revelar que en Larry era el veritable culpable del robatori. No obstant això, l'Edgeworth decideix repensar si hauria de reprendre o no les seves funcions anteriors. Mentrestant, la Maya torna al seu poble natal per acabar el seu entrenament espiritual.

### Cas 5:Rise from the Ashes
En un cinquè i últim cas afegit per a la Nintendo DS i els llançaments posteriors, en Phoenix és contractat per l'adolescent Ema Skye per defensar la seva germana Lana, cap de l'oficina de la fiscalia. La Skye és acusada d'assassinar el detectiu Bruce Goodman, que va ser trobat al maleter del cotxe de l'Edgeworth. Juntament amb l'Ema, en Phoenix remunta els orígens de l'assassinat a un incident dos anys abans, quan un assassí en sèrie anomenat Joe Darke suposadament va assassinar el fiscal Neil Marshall mentre intentava escapar de la custòdia. En Phoenix enganya en Damon Gant, cap de policia, perquè reveli que va assassinar en Marshall i va incriminar a l'Ema pel crim per tal de fer xantatge a la Lana perquè fes les seves ordres. Posteriorment, en Gant confessa haver matat en Goodman després de demanar que es reobri el cas. Tot i que la Lana és absolta dels càrrecs d'assassinat, accepta renunciar al seu càrrec per fer front al judici per protegir en Gant. Amb l'Ema enviada a Europa per continuar formant-se com a investigador forense, en Phoenix espera continuar la seva carrera defensant els innocents. També hi ha un final alternatiu on la Lana és declarada culpable i mai es revela la veritat sobre l'incident.

## Llançament
La versió original del joc va ser llançada per a Game Boy Advance al Japó el 12 d'octubre de 2001. El port de Nintendo DS, que es titulava Gyakuten Saiban Yomigaeru Gyakuten (逆転裁判 蘇る逆転) es va llançar al Japó el 15 de setembre de 2005 i incloïa un nou episodi i una opció en anglès. L'esperança era que l'opció d'anglès fos un argument de venda al Japó, de manera que els japonesos que estudiessin anglès juguessin el joc. Els llançaments americà i europeu van seguir l'11 d'octubre de 2005 i el 31 de març de 2006, respectivament. Un port per a PC de la versió de Game Boy Advance, desenvolupat per Daletto, va ser llançat al Japó en format episòdic, a partir del 18 de març de 2008. Més tard, es va publicar una adaptació de la versió DS a Wii a través de WiiWare al Japó el 15 de desembre de 2009, a Amèrica l'11 de gener de 2010 i a Europa el 15 de gener de 2010.
Una col·lecció dels tres primers jocs, Phoenix Wright: Ace Attorney Trilogy (逆転裁判123 成歩堂セレクション, Gyakuten Saiban 123: Naruhodō Ryūichi Selection), es va llançar per a Nintendo 3DS al Japó el 17 d'abril de 2014, a Amèrica el 9 de desembre de 2014 i a Europa l'11 de desembre de 2014. També es va llançar per a Nintendo Switch, PlayStation 4 i Xbox One el 21 de febrer de 2019 al Japó i el 9 d'abril de 2019 a nivell internacional juntament amb una versió per a Windows.

## Recepció
La majoria de les versions del joc han rebut "crítiques generalment favorables" segons l'agregador de ressenyes Metacritic, amb puntuacions agregades que van des dels 70 fins als 80 sobre 100.
Famitsu va elogiar la idea de fer un joc basat en judicis. Van pensar que era un concepte innovador i els va semblar emocionant i divertit descobrir les mentides dels testimonis. Michael Cole de Nintendo World Report va dir que el disseny i la interfície del joc també el convertirien en una bona opció per als "no gamers". Craig Harris d'IGN va considerar que els principals problemes del joc eren la seva linealitat i com els trencaclosques són senzills perquè el jugador pot aturar el testimoni dels testimonis en qualsevol moment.
Thomas Bowskill de Nintendo Life va dir que el joc havia canviat la seva idea del que pot ser un gran joc i el va anomenar una "obra mestra". Va apreciar la presentació en 2D de les investigacions, dient que s'adaptaven bé al joc i que podria haver estat difícil trobar pistes si s'haguessin utilitzat gràfics en 3D. Va qualificar les seccions d'investigació de "tedioses" i "avorrides" de vegades, però va dir que eren compensades per la "sensació d'èxit" de resoldre els casos.